# Sanda Malešević
Sanda Malešević (szerbül: Санда Малешевић; 1994. április 22. –) szerb női válogatott labdarúgó. A St. Mihály FC játékosa.

## Pályafutása
2006-ban költöztek szüleivel Szerbiába és előbb Kostolacban, majd Karlócán telepedtek le. A labdarúgás szeretetét korábban futballozó édesapja és bátyja inspirálta, így nem volt kérdés, hogy a helyi Fruškogorac csapatánál megkezdi karrierjét.

### Klubcsapatokban

#### A kezdetek
Rövid időn belül tehetségét az ŽFK Sloga Zemun is észrevette és magához csábította az akkor 13 éves Sandát. Egy évet szerepelt a Slogánál, majd a ŽFK LASK Lazarevacnál több ismert pályatársa mellett folytatta.

#### Spartak Subotica
Két évet töltött Lazarevacban, amikor bejelentkezett érte a Spartak, így a foci mellett folyamatban lévő tanulmányait is áthelyezte Szabadkára. A vajdasági együttessel 6 bajnoki címet és 6 kupagyőzelmet szerzett.

#### Crvena Zvezda
2017-ben elfogadta a Crvena Zvezda ajánlatát és bár a Spartak dominanciáját nem sikerült megtörni, klubjával a kiírásban mindkét alkalommal győztesen hagyták el a játékteret volt csapata ellen. A bajnoki ezüstérem mellé egy kupagyőzelmet jegyezhetett fel belgrádi időszakában.

#### Deportivo Alavés
A Deportivo Alavés 2020. február 1-jén jelentette be érkezését, azonban mindössze két mérkőzésen tudott pályára lépni a kék-fehéreknél, a világjárvány miatt felfüggesztett bajnokságban.

#### St. Mihály FC
A Spanyolországban két hónapos karanténba kényszerült Sanda fél évvel később visszatért Karlócára és a szegedi St. Mihály FC-nél folytatta pályáját a magyar bajnokságban.
Első találatát a Fehérvár elleni 3–0 arányban megnyert kupamérkőzésen lőtte, a szezonban pedig 18 meccsen állt csatasorba.

#### Czarni Sosnowiec
Az idény végén a Czarni Sosnowiec gárdájához távozott, akikkel ugyan az előző évi bajnoki címet nem sikerült megvédenie, azonban lengyel kupagyőzelmet ünnepelhetett társaival az év végén.

#### ETO FC Győr
Győrbe tette át székhelyét egy évvel később, miután a Rába-parti együttes által kínált lehetőséget elfogadta.

#### Újra Szegeden
2023. január 12-én jelentették be visszatérését a St. Mihály gárdájához.

### A válogatottban
Egy Európa-bajnoki selejtező mérkőzésen, Anglia ellen lépett első alkalommal pályára a szerb nemzeti csapatban 2016. június 7-én.
Részt vett a 2019-es Isztria-kupán, ahol a döntőben vérzett el csapatával Szlovénia válogatottjával szemben.

## Sikerei

### Klubcsapatokban
Szerb bajnok (6):
- Spartak Subotica (6): 2011–12, 2012–13, 2013–14, 2014–15, 2015–16, 2016–17

 Szerb kupagyőztes (7):
- Spartak Subotica (6): 2011, 2012, 2013, 2014, 2015, 2016
- Crvena Zvezda (1): 2018[12]

 Lengyel kupagyőztes (1):
- Czarni Sosnowiec (1): 2022

### A válogatottban
Szerbia
- Isztria-kupa ezüstérmes (1): 2019[13]

## Statisztikái

### A válogatottban
2019. március 4-ével bezárólag
| Válogatott | Szezon   | Mérk. | Gól |
| ---------- | -------- | ----- | --- |
| Szerbia    |          |       |     |
| 2016       | 1        | 0     |     |
| 2018       | 1        | 0     |     |
| 2019       | 3        | 0     |     |
| Összesen   | Összesen | 5     | 0   |